# کوندرت
کوندرت (به آلمانی: Kundert) یک شهر در آلمان است که در وستروالدکرایس واقع شده‌است. کوندرت ۲۶۸ نفر جمعیت دارد.